# Château de Gournay-sur-Marne
Le château de Gournay-sur-Marne, situé sur la commune de Gournay-sur-Marne en Seine-Saint-Denis, une quinzaine de kilomètres à l'est de Paris, sur la rive gauche de la Marne, est un château du XVIIe siècle et l'actuel hôtel de ville de la commune.

## Histoire
C’est le seigneur Louis Ancelin, fils de Perrette Dufour l’une des nourrices  de Louis XIV, qui fait édifier le château en 1680, sur l‘emplacement d'une ancienne forteresse. De par son mariage avec Marie Levassor, il devient Seigneur de Gournay. Après le décès de son épouse, la demeure passe entre les mains de plusieurs propriétaires jusqu’à son acquisition par le vice-amiral Claude Élysée de Court.
Outre l’aménagement du parc, ce dernier entreprend de nombreux travaux de décoration intérieure.
Après son décès, le château subit des détériorations consécutivement à l'installation dans ses murs d'une manufacture de transformation de soie de chardons en soie textile.
La guerre de 1870 fait rage dans la région et le château est à nouveau endommagé.
Au début des années 1900, la famille Nast acquiert le bien et le transmet par alliance à Roger Ballu, maire de Gournay. Ses enfants vendent à leur tour le château à la municipalité de Gournay, qui s'y installe en 1925.
Il est inscrit au titre des monuments historiques depuis le 16 octobre 1945.

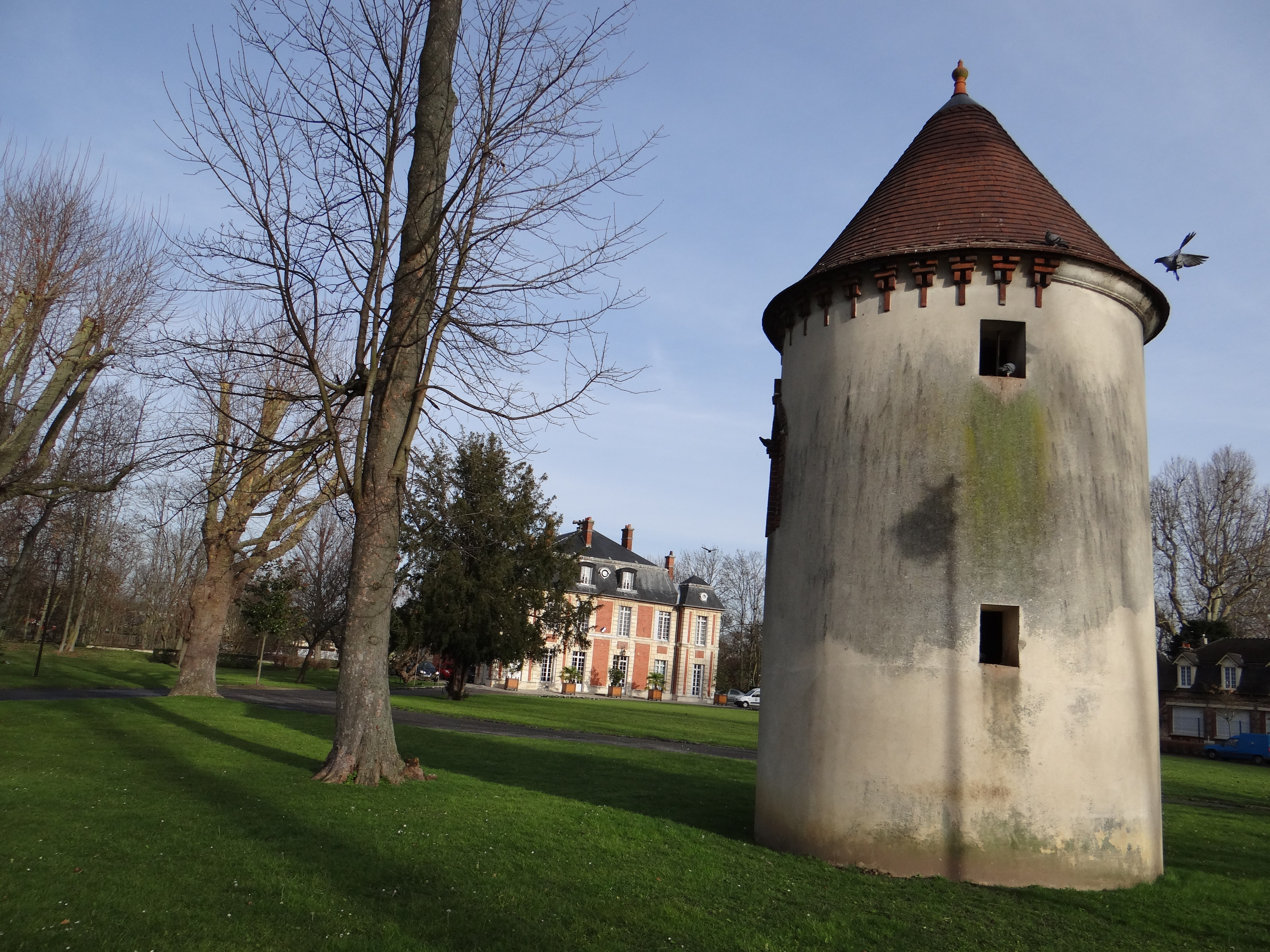
Un des deux pigeonniers dans le parc du château
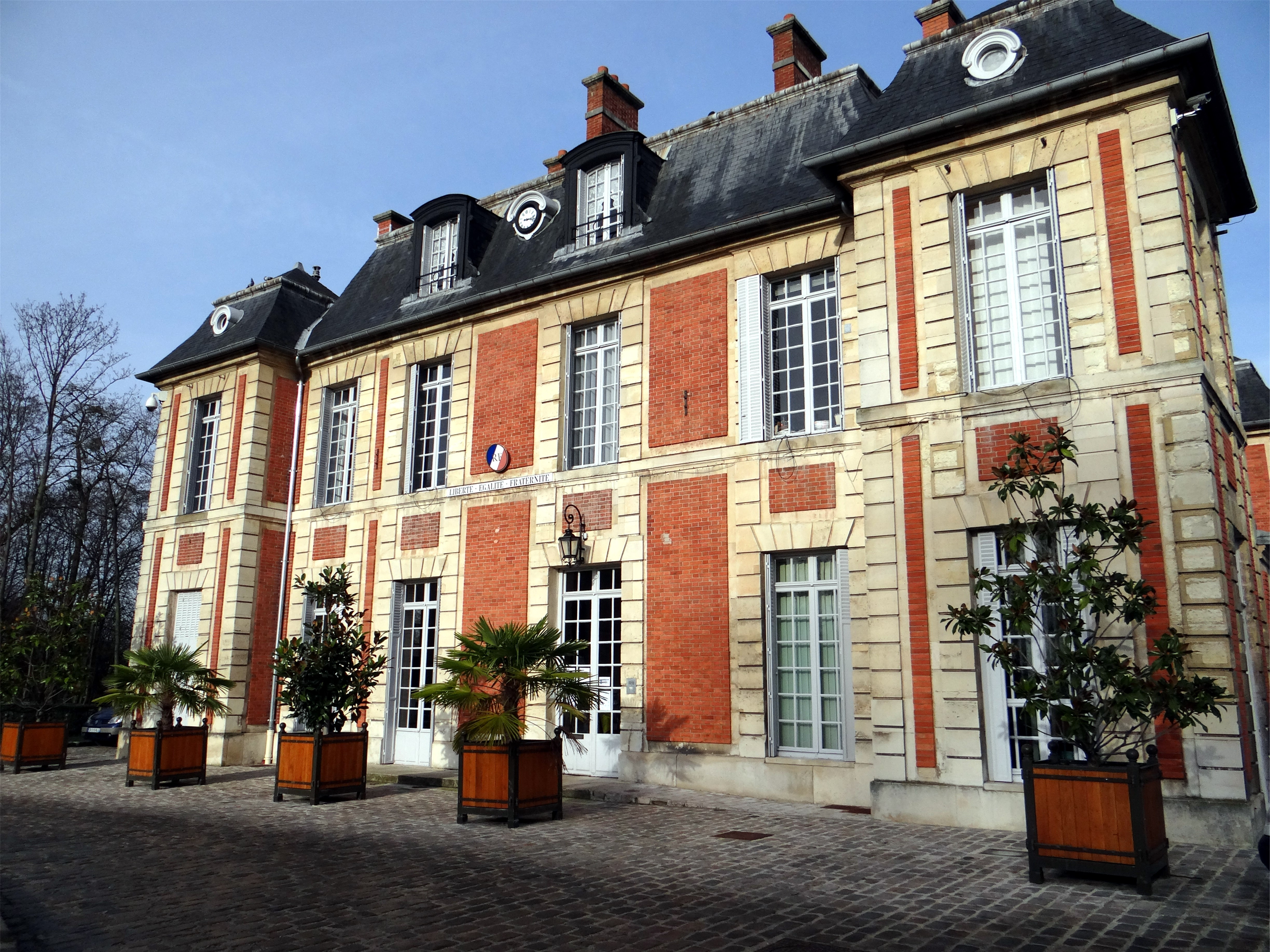
La façade côté parc

## Architecture
La tradition de l’architecture à la française est matérialisée par la composition de la façade d’une grande régularité, avec ses deux travées symétriques flanquées de pavillons.
La façade côté Marne est plus élaborée. Elle est ornée d’un fronton classique et de deux travées centrales.

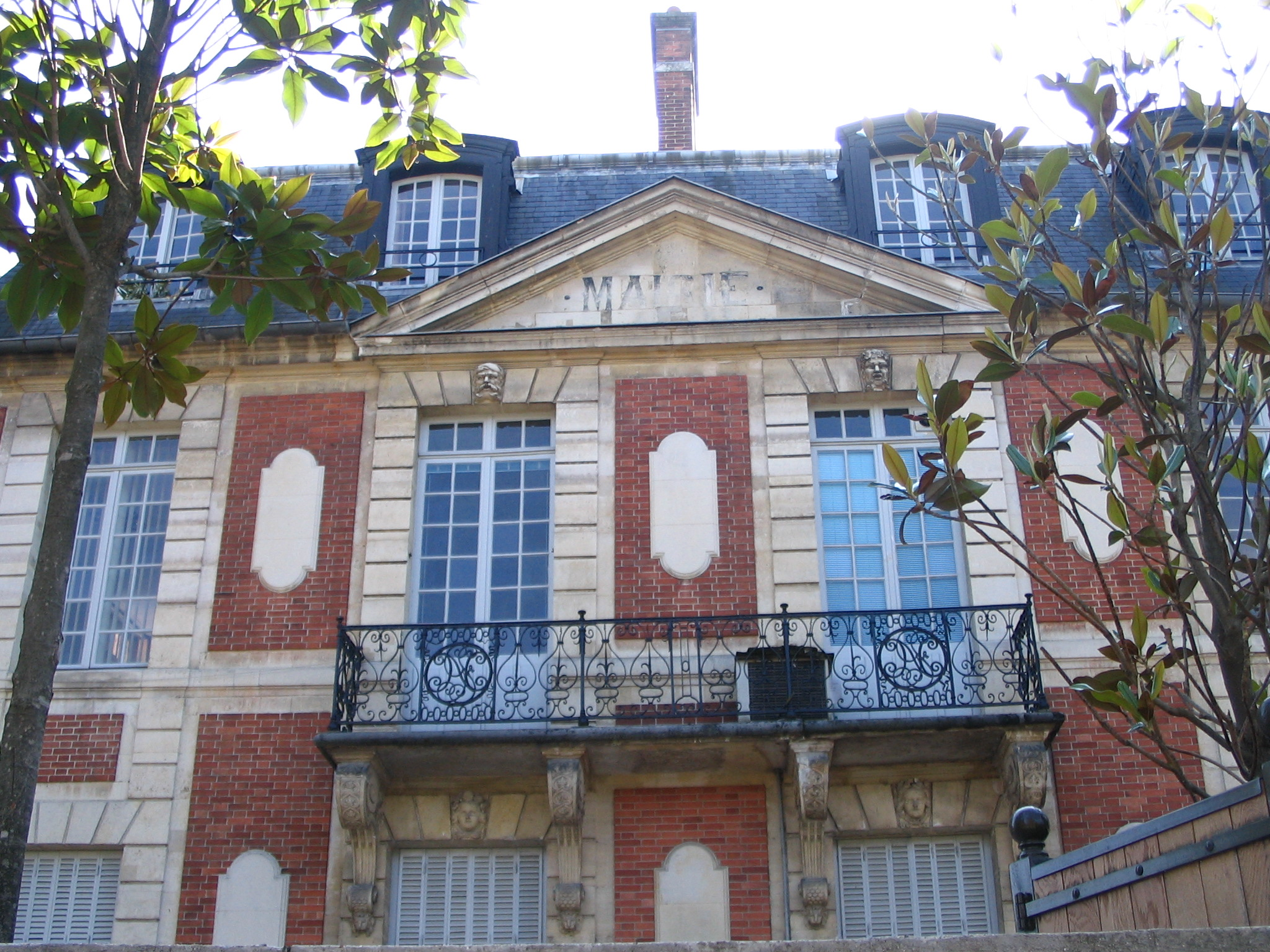
Façade côté Marne
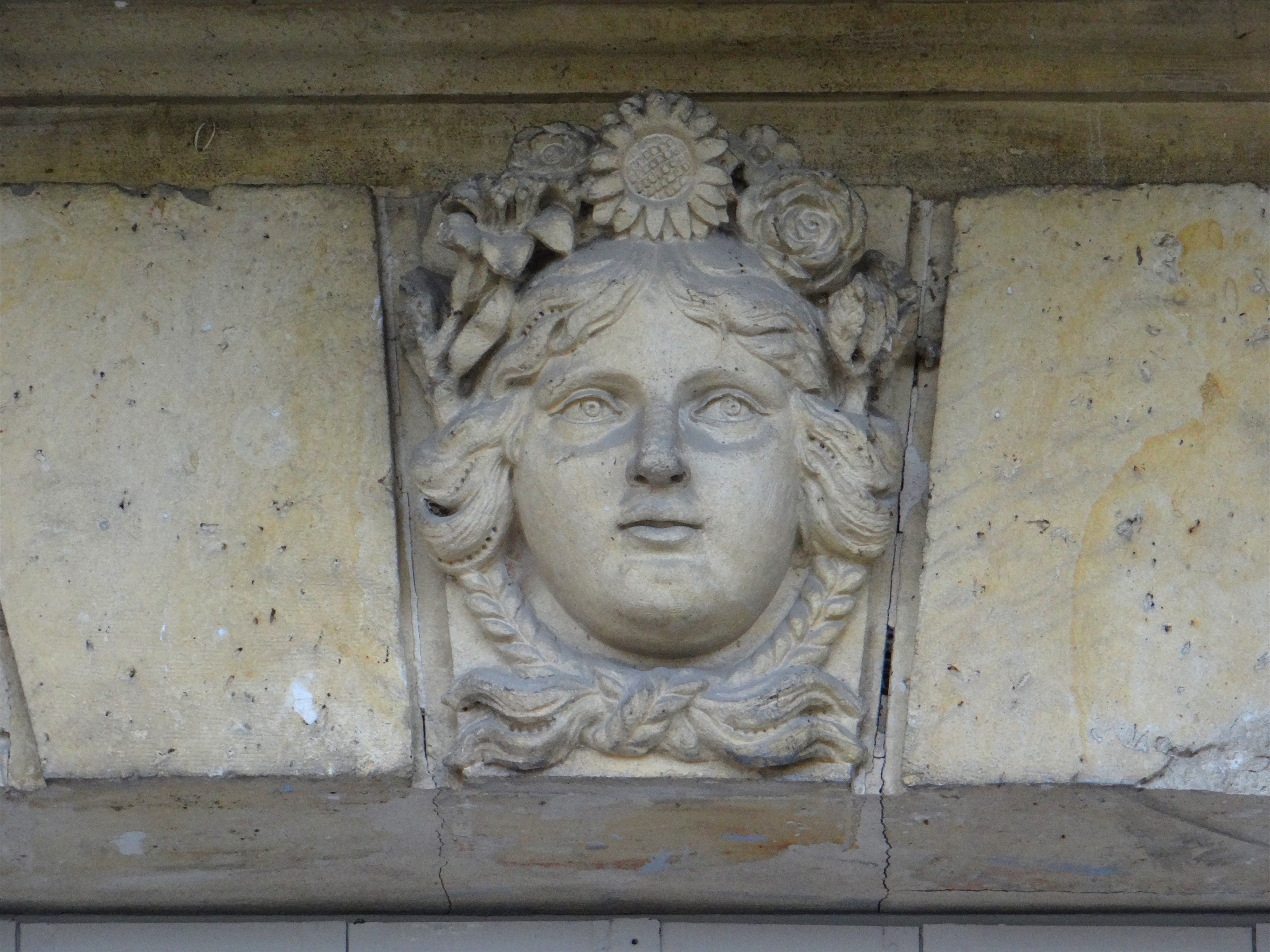
Mascaron sur l'encadrement d’une fenêtre.
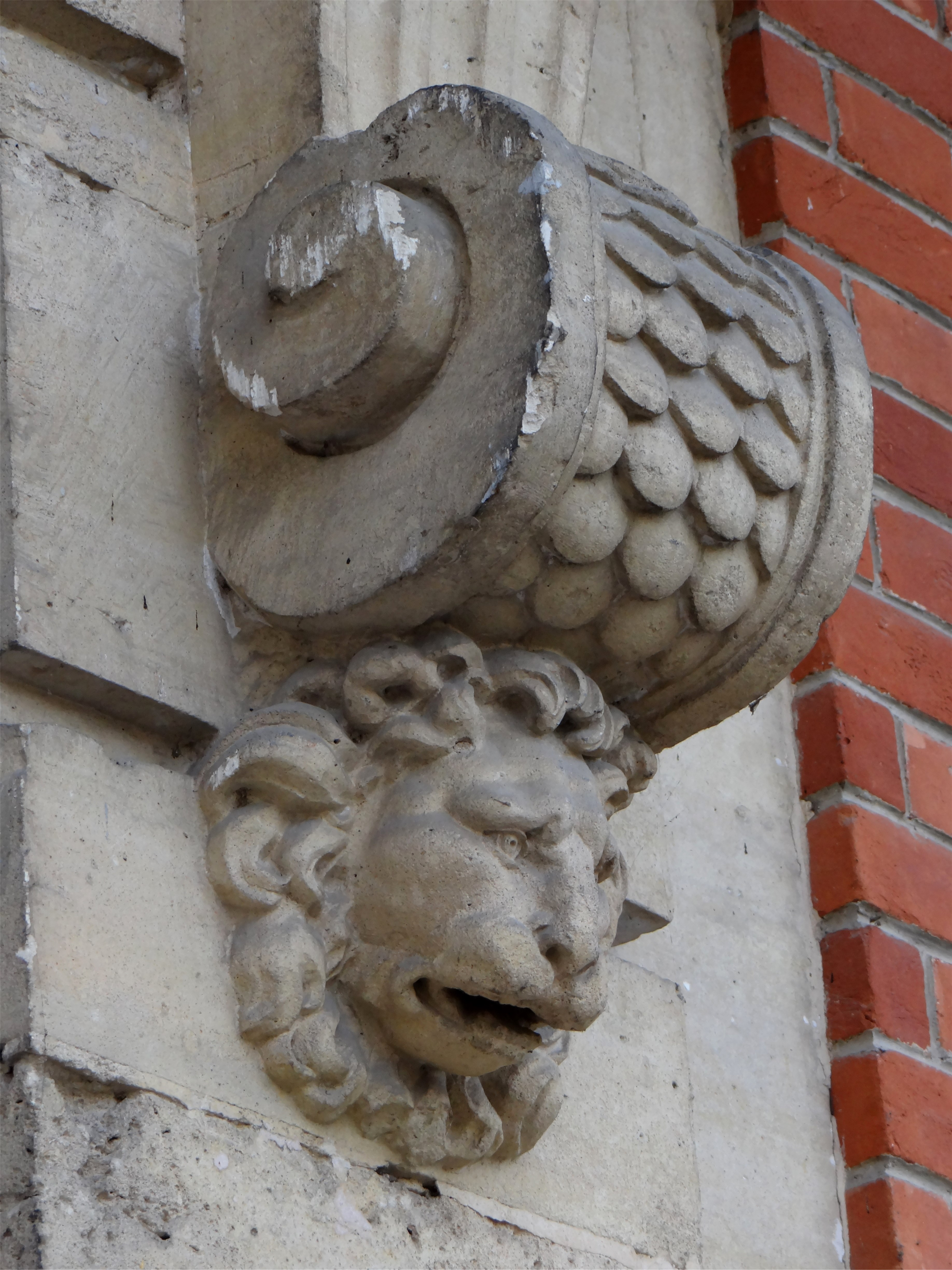
Détail d'une console supportant le balcon de la façade arrière.

## Intérieurs
Les intérieurs du château ont été considérablement modifiés par l'installation des services municipaux à partir des années 1920. Au premier étage du pavillon sud-ouest se trouve un petit cabinet dont le plafond - peint à la fin du XVIIe siècle sur le thème de Vénus sur son char entouré d'un ambitieux décor de quadri riportati et d'ornements de rinceaux végétaux et de médaillons en grisailles - a été conservé, mais semble avoir été lourdement restauré.

## Jardins
Les jardins de Gournay n'étaient pas grands, mais disposaient d'avantages incontestables, liés à la présence de la Marne au pied du château. Une monumentale terrasse, d'environ 380 mètres de long, organisait la promenade, et était égayée de parterres et d'un bassin. 
Une autre allée menait tout au bout du jardin vers l'ouest à un pavillon belvédère, dit le "Kiosque à la Turque" (d'après Dézallier), qui bénéficiait d'une vue spectaculaire sur la boucle de la Marne. 
De nos jours, le château-mairie est encerclé de végétations, ce qui n'était pas du tout le cas au XVIIIe siècle.

## Accès
Cliquez ci-dessous pour en savoir plus sur le sujet :